# Coelops
Coelops é um gênero de morcegos da família Hipposideridae.

## Espécies
Três espécies são atualmente reconhecidas segundo Simmons (2005) e Heaney (pers. comm. 2007):
- Coelops frithii Blyth, 1848
- Coelops robinsoni Bonhote, 1908